# Los farsantes
Los farsantes és una pel·lícula espanyola de 1963 dirigida per Mario Camus amb un guió basat en la novel·la La carpa de Daniel Sueiro. Primera pel·lícula de Mario Camus on mostra el drama esquinçador de la vida d'uns comediants o farsants.

## Sinopsi
Una companyia de teatre de mala mort viatja de poble en poble en una atrotinada camioneta tractant de buscar-se el manteniment, fugint dels creditors i sempre pensant que poden aconseguir alguna cosa en un altre poble.

## Repartiment
- Margarita Lozano - Tina
- Víctor Valverde - Lucio
- José María Oviés - Don Pancho
- José Montez - Currito
- Ángel Lombarte - Avilés
- Fernando León - Rogelio
- Lluís Torner - Vicente
- Luis Ciges - Justo